# الأحفورة (فلم)
الأحفورة (بالياباني : 化石 ، تنطق : كاسيكي ) فيلم ياباني لعام 1975 أخرجه المخرج الياباني الأسطوري المخضرم ماساكي كوباياشي ويعد من أعظم الأفلام على الإطلاق . استند إلى رواية عام 1965 لياسوشي اينو .

## القصة
نظرة مفصلة على رجل الأعمال في طوكيو (الذي يلعبه شين سابوري) بعد تشخيص إصابته بسرطان عضال والذي يجب عليه الآن إعادة تقييم حياته وقيمه. فيلتقي بسيد تنحفر في ذاكرته حتى تظهر سيد شبيهة بها تمثل الموت . فتظل تلاحقه حتى نهاية الفيلم .

## الطاقم التمثيلي
شين سابوري بدور تايهي كازوكي
كيكو كيشي تمثل الموت
مايومي أوغاوا بدور أكيكو كازوكي
هيساشي إيجاوا بدور فنوزو

## وصلات خارجية
الأحفورة على قاعدة بيانات الأفلام على الإنترنت